# Izabela Mironowicz
Izabela Beata Mironowicz – polska inżynier architekt, doktor habilitowana nauk technicznych, profesor Politechniki Gdańskiej, specjalności naukowe: planowanie przestrzenne, gospodarka przestrzenna, planowanie rozwoju miast, modelowanie rozwoju przestrzennego.

## Życiorys
W 1992 ukończyła studia na kierunku architektura i urbanistyka w Politechnice Wrocławskiej. W 2000 na podstawie napisanej pod kierunkiem Tadeusza Zipsera pracy pt. Wzorce rozmieszczenia przestrzennego usług sektora obsługi biznesu uzyskała na Wydziale Architektury Politechniki Wrocławskiej stopień doktora nauk technicznych (dyscyplina: architektura i urbanistyka, specjalności: planowanie przestrzenne, gospodarka przestrzenna). W 2017 na podstawie dorobku naukowego oraz pracy pt. Modele transformacji miast otrzymała na Wydziale Architektury Politechniki Gdańskiej stopień doktora habilitowanego nauk technicznych (dyscyplina: architektura i urbanistyka).
Została profesorem uczelni na Wydziale Architektury Politechniki Gdańskiej w Katedrze Urbanistyki i Planowania Regionalnego. Była adiunktem na Wydziale Architektury Politechniki Wrocławskiej w Katedrze Planowania Przestrzennego, a wcześniej w Katedrze Urbanistyki i Procesów Osadniczych.